# خداحافظ

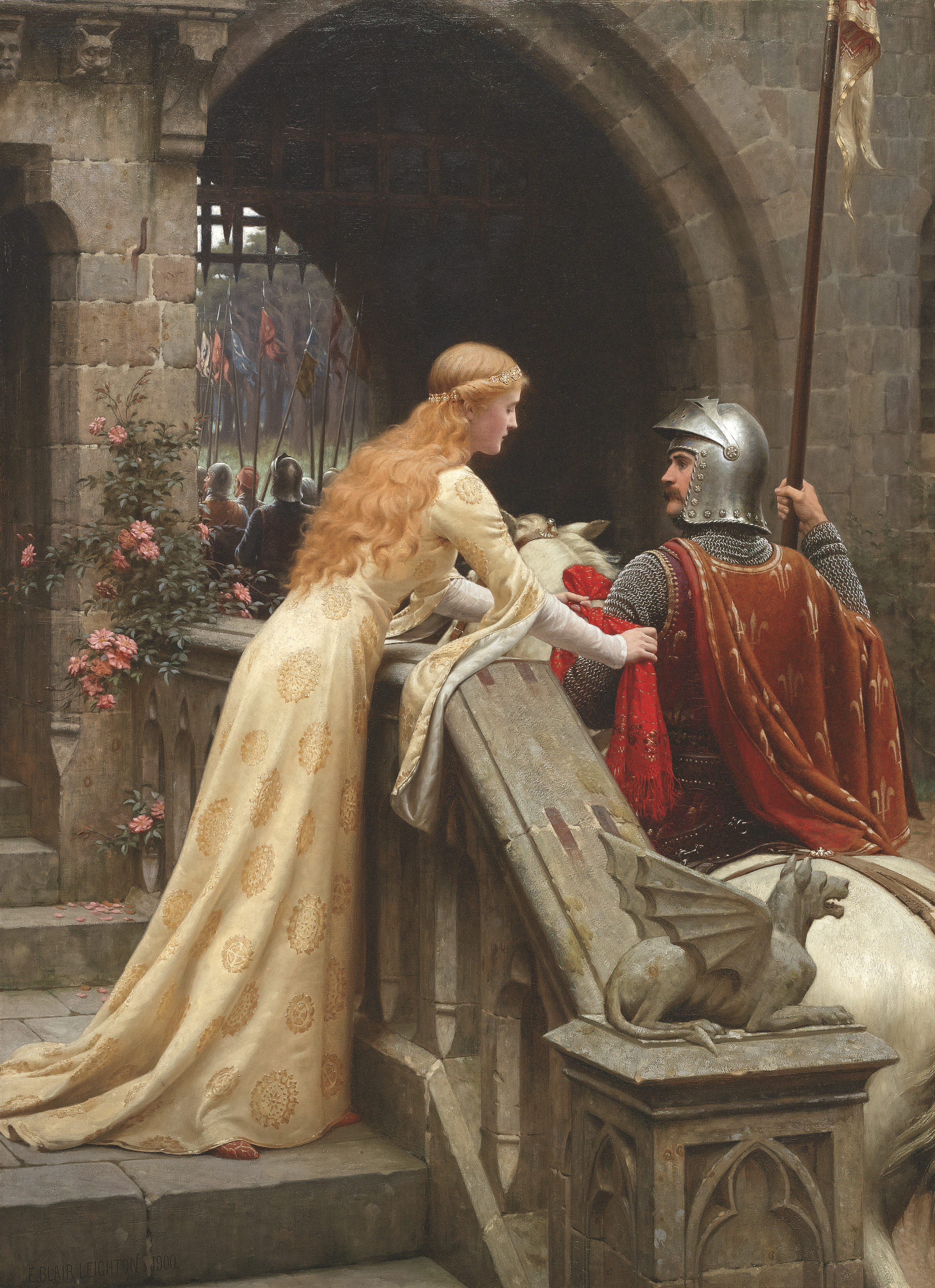
خدا به همراهت (God Speed) اثر ادموند لیتون

خداحافظ (دیواناگری: ख़ुदा हाफ़िज़، بنگالی: খোদা হাফেজ، کردی: خوداحافیظ)، معمولاً به صورت خدافظ (خلاصه شده)، یک عبارت رایج در زبان فارسی مورد استفاده در ایران، افغانستان، هند، پاکستان، بنگلادش و تاجیکستان و به میزان کمتر، عراق، کردستان، و جنوب آسیا می‌باشد. این عبارت توسط مسلمانان و غیر مسلمانان ایران؛ همچنین گاهی توسط غیر مسلمانان جنوب آسیا، مانند هندوها و مسیحیان استفاده می‌شود.

## معنی
به معنای واقعی کلمه ترجمه آن این است: «خداوند محافظت باشد». خداحافظ از دو واژه خدا که از زبان فارسی میانه مورد استفاده برای اهورا مزدا، و حافظ از ریشه عربی «حفظ» تشکیل شده‌است. این واژه از فارسی به کردی، زبان سندی، اردو، هندی، بنگالی وارد شده‌است.